# Maxillariella costaricensis
Maxillariella costaricensis är en orkidéart som först beskrevs av Rudolf Schlechter, och fick sitt nu gällande namn av Mario Alberto Blanco och Germán Carnevali. Maxillariella costaricensis ingår i släktet Maxillariella och familjen orkidéer.
Artens utbredningsområde är Costa Rica. Inga underarter finns listade i Catalogue of Life.